# Tranvía del Este
Tranvía del Este, aussi connu comme « tramway de Puerto Madero », est une ligne de tramway dans la banlieue de Buenos Aires, inaugurée en 2007 et fermé en 2012. Opérée par Ferrovías, il s'agit d'une ligne de démonstration, destinée à tester la fiabilité et la fréquentation du tramway dans la ville.
En juillet 2016 le chef du gouvernement de Buenos Aires annonce que le tramway de Puerto Madero sera démantelé pour construire l'autoroute « Paseo del Bajo » (es). Ses différents composants (matériel roulant, voies de fret, caténaire, feux de signalisation, etc.) sont transférés au Prémétro.

## Extensions
Des projets sont en cours afin d'étendre la ligne de deux kilomètres vers Estación Retiro et le terminal de bus. Une autre extension porte sur 5,2 km partant du terminus Independencia vers Caminito à La Boca. Un projet vers Constitucion est projeté à plus long terme.

## Matériel roulant
Deux rames Citadis 302 du Tramway de Mulhouse ont circulé de 2007 à 2008 avant d'être remplacé par des rames Citadis du métro léger de Madrid.
En juillet 2021, Subterráneos de Buenos Aires (Sbase) propose de reconvertir la rame en musée.